# Divisão N.º 1 (Manitoba)
A Divisão N.º 1 é uma das vinte e três divisões do censo da província de Manitoba no Canadá. A região está localizada no canto sudeste da província, entre o Lago Winnipeg, entre a fronteira de Manitoba com Ontário e entre a fronteira do Canadá com os Estados Unidos.